# Wilhelm Beeckmann
Wilhelm Beeckmann (* 1. November 1872 in Barmen (heute Stadtteil von Wuppertal); † 1960 in Essen) war ein deutscher Bergakademiker und Schriftleiter der Fachzeitschrift Glückauf.

## Leben
Wilhelm Beeckmann besuchte das Gymnasium in Barmen. Nach dem Abitur und einem einjährigen Praktikum studierte er an der Eberhard Karls Universität Tübingen und der Bergakademie Clausthal. In Tübingen wurde er 1894 Mitglied des Corps Suevia. Mitte 1897 begann er nach dem bestandenen Examen ein Referendariat in der staatlichen Bergbau-Verwaltung. 1901 legte er das 2. Staatsexamen ab und wurde zum Bergassessor ernannt. Im Juli 1901 wurde er Mitglied der Schriftleitung der vom Verein für die bergbaulichen Interessen im Oberbergamtsbezirk Dortmund herausgegebenen Zeitschrift Glückauf. Ab 1902 war er für mehr als drei Jahrzehnte deren Schriftleiter.